# Nördliche Kriegsherren
Als Nördliche Kriegsherren, Nördliche Militaristen oder auch Beiyang-Clique (chinesisch 北洋軍閥 / 北洋军阀, Pinyin Bĕiyáng Jūnfá) wird in der chinesischen Geschichtsschreibung die Gesamtheit der aus der nordchinesischen Beiyang-Armee hervorgegangenen Generale (Warlords) bezeichnet.
Seit 1917 kämpften sie gegeneinander um die Macht in Peking (Zhili-Anhui-Krieg von 1920; Erster Zhili-Fengtian-Krieg von 1922; Zweiter Zhili-Fengtian-Krieg von 1924; Anti-Fengtian-Krieg von 1926), die Gesamtheit dieser Auseinandersetzungen, Allianzwechsel und Umstürze wird auch als Generalskriege bezeichnet. 1928 aber wurden die nördlichen Generäle von den aus dem Süden vorrückenden Guomindang unterworfen und 1931 von den Japanern vernichtet. Bis 1928 wurden sie international als offizielle Repräsentanten Chinas anerkannt (Beiyang-Regierung), obwohl sie niemals das gesamte Land beherrscht hatten.

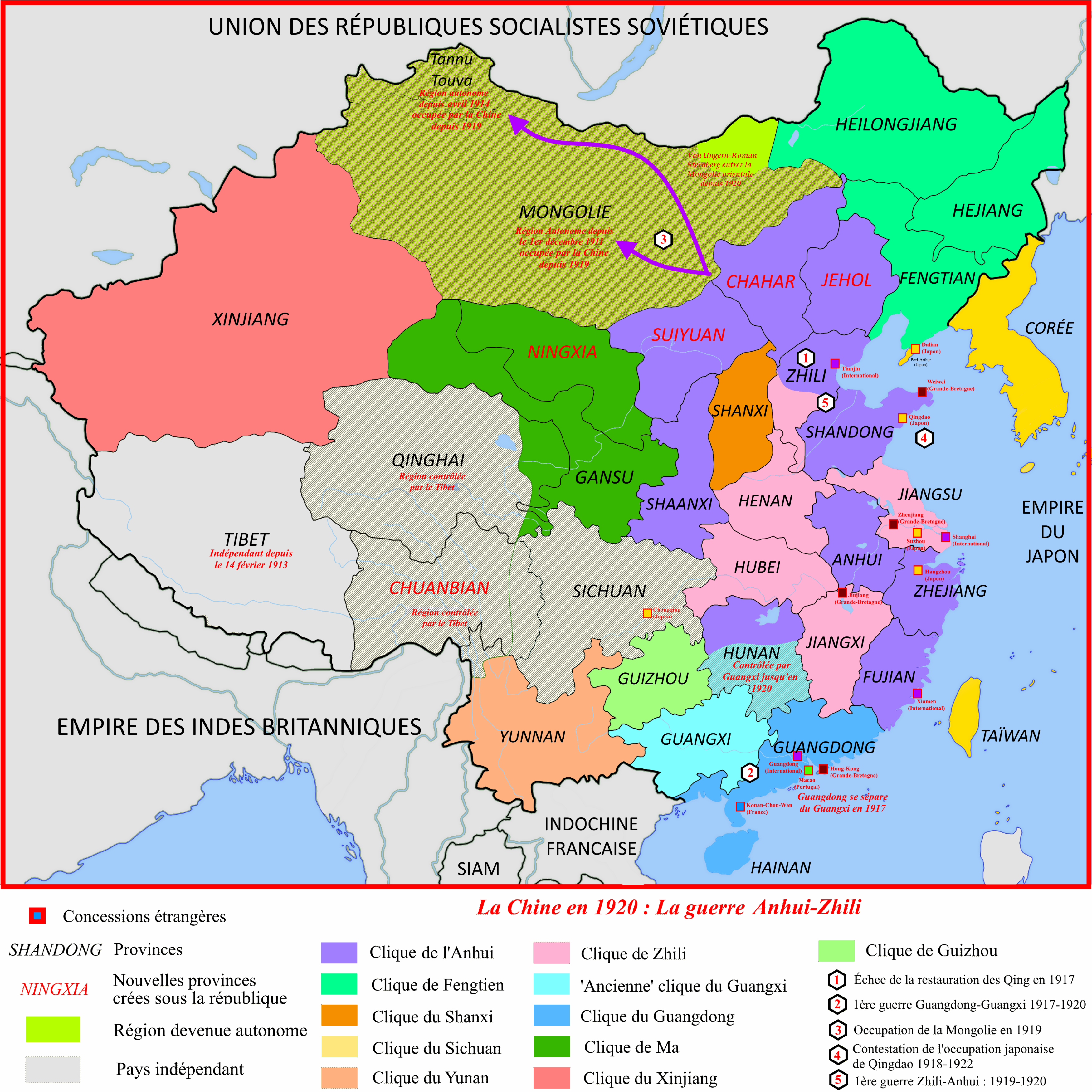
1917–1920
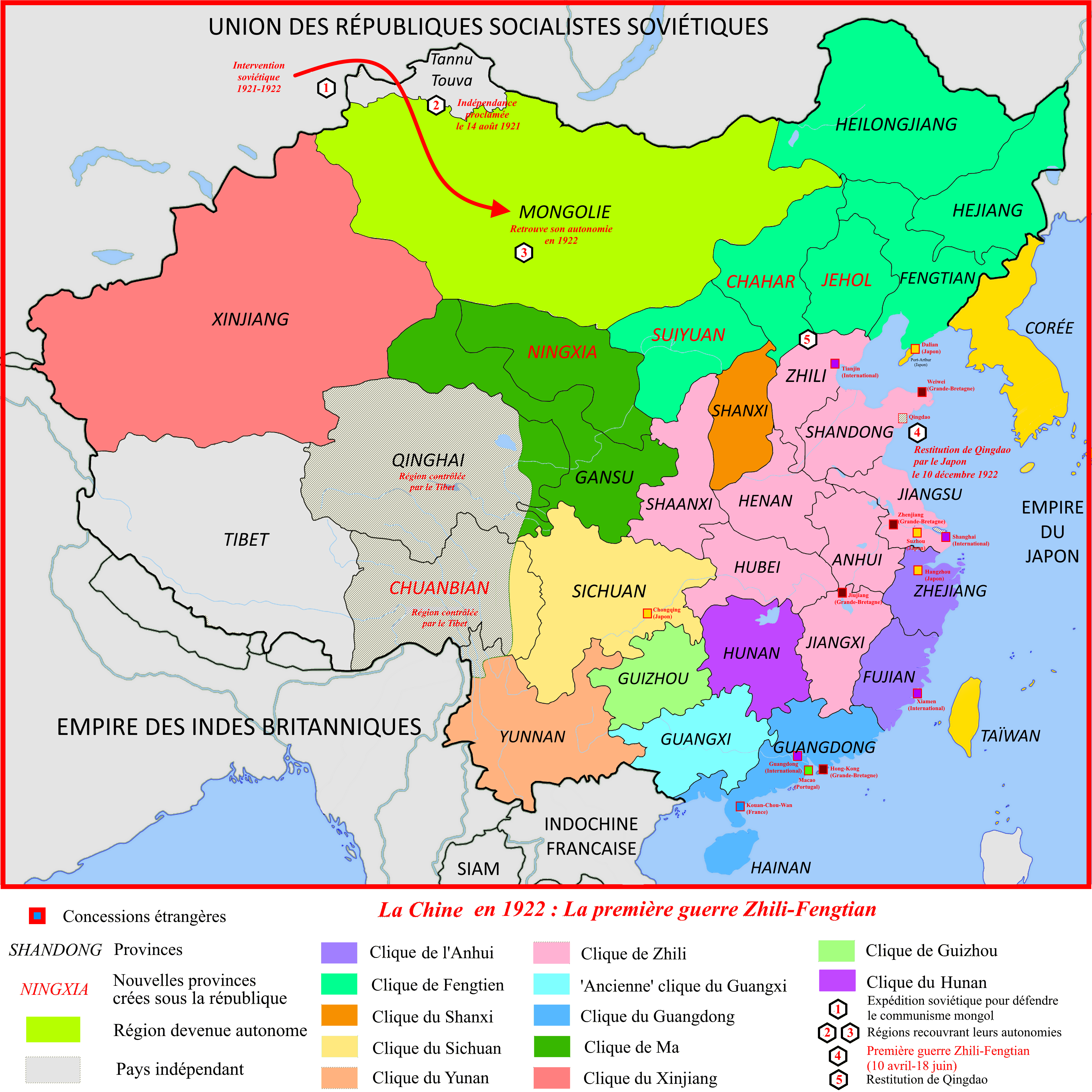
1921–1922
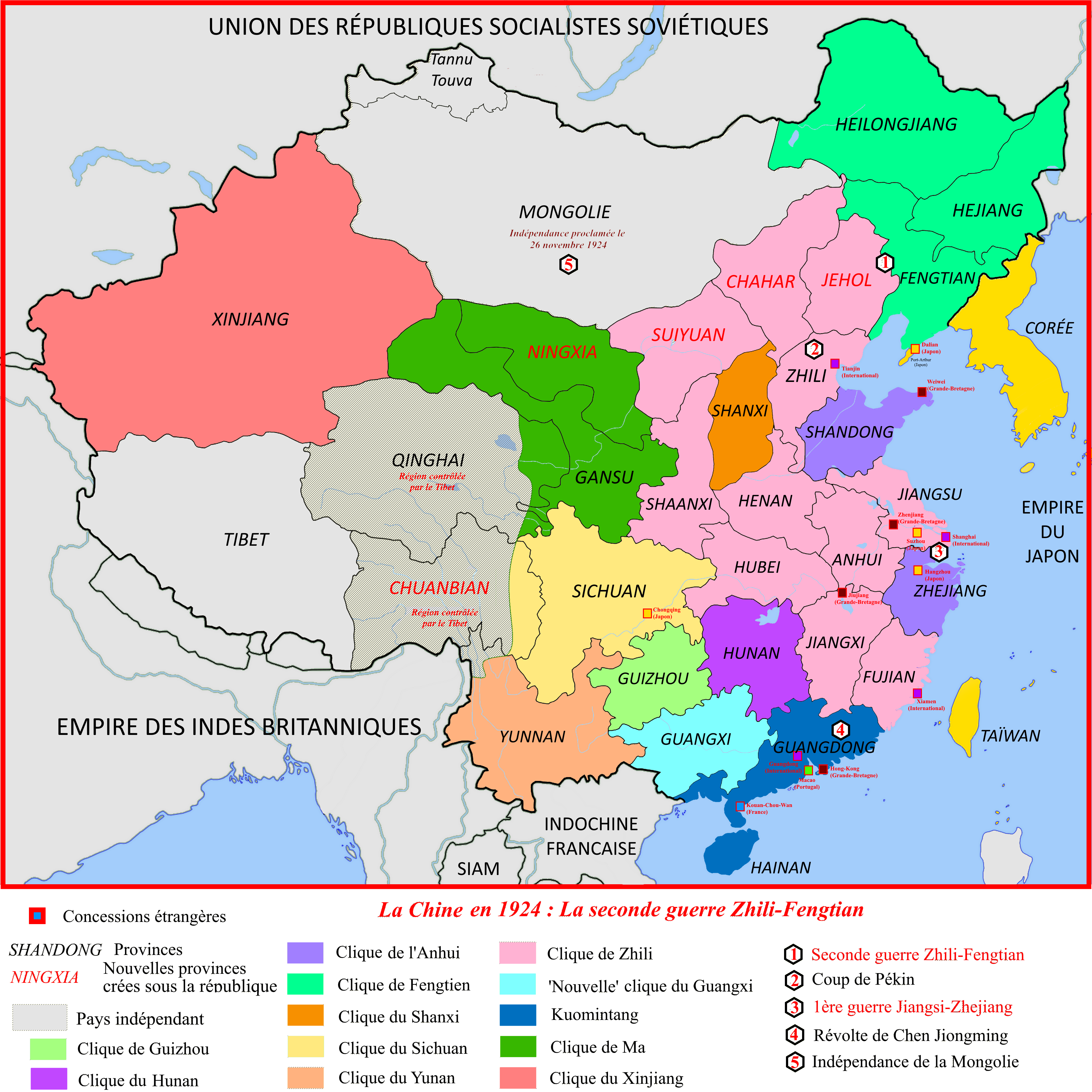
1923–1924

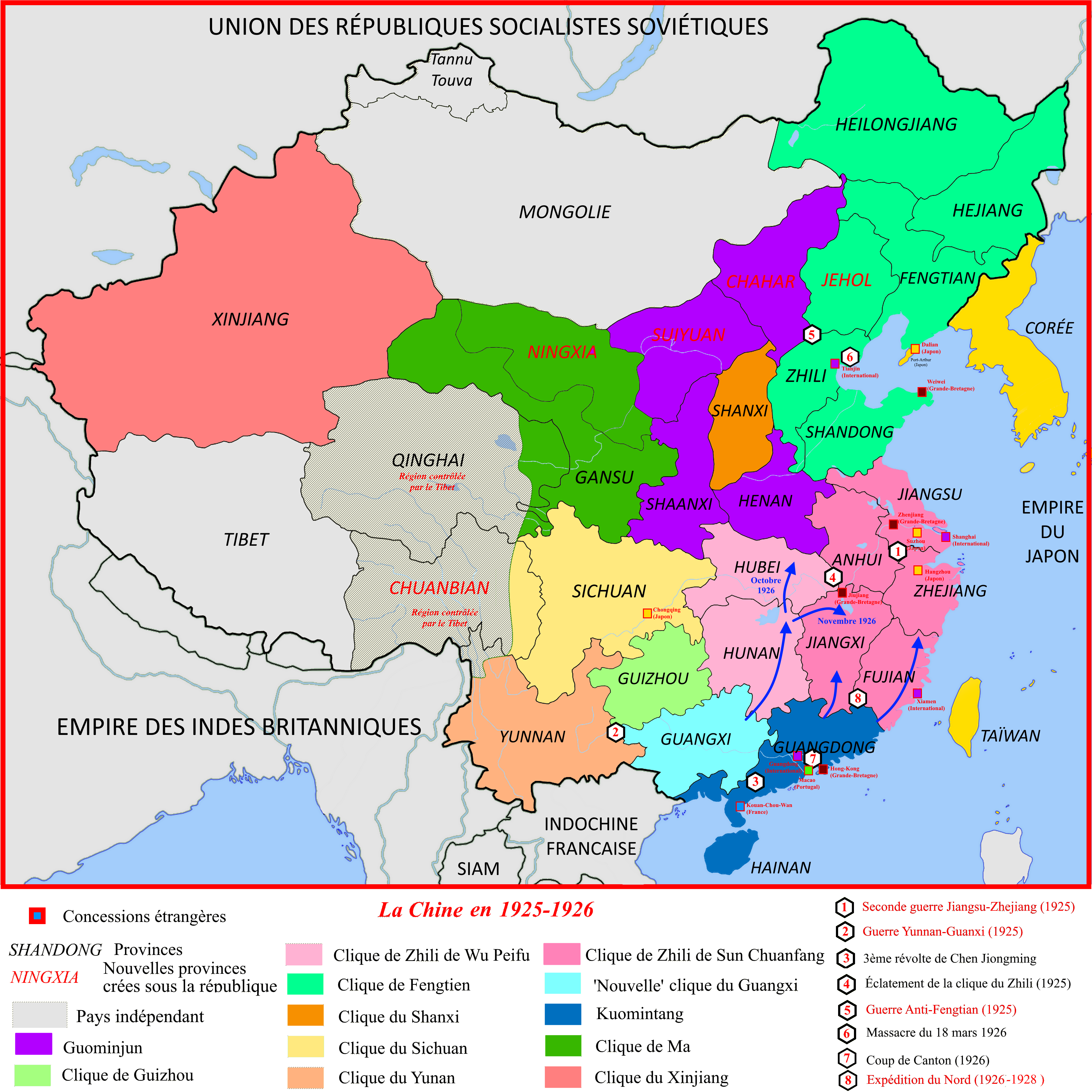
1925–1926
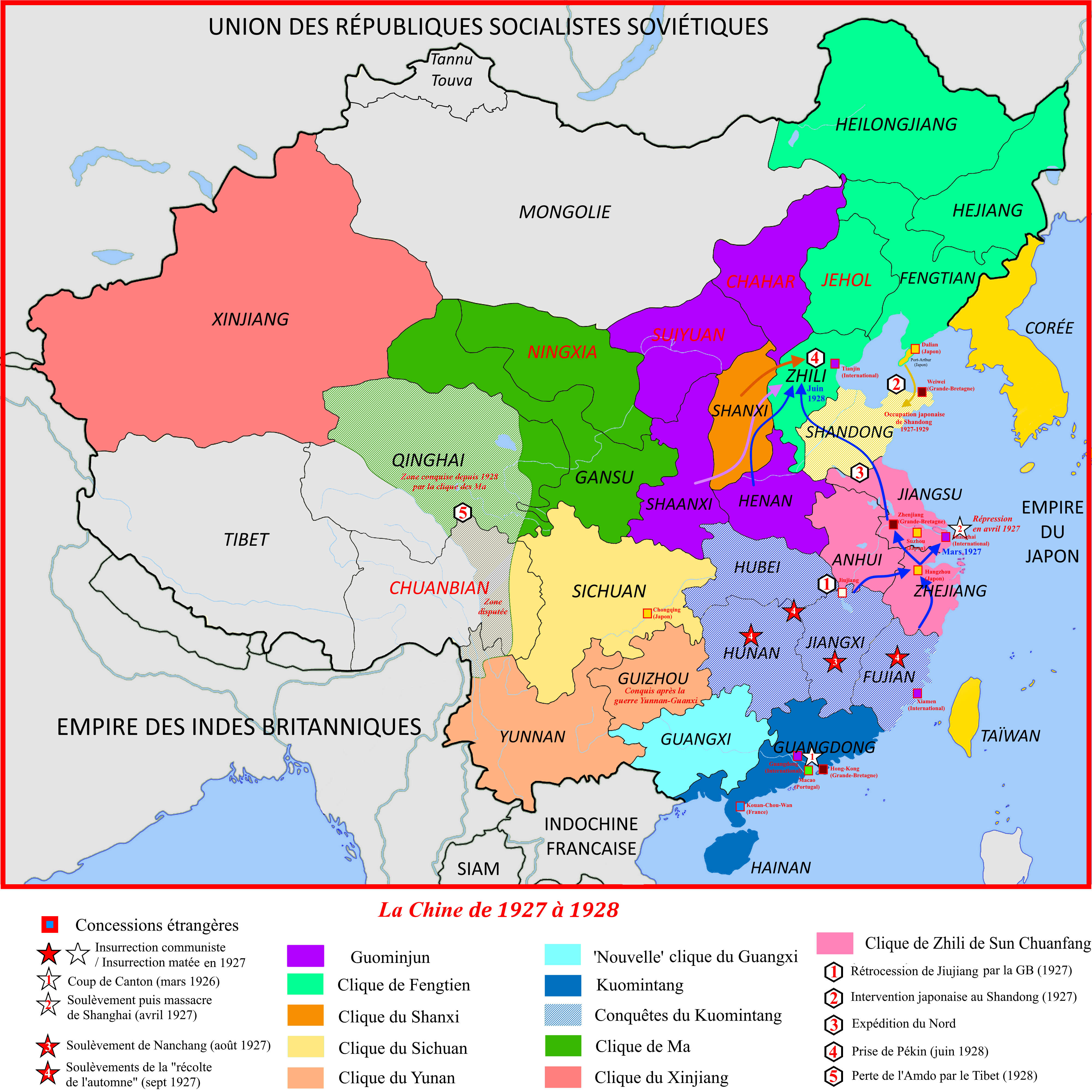
1927–1928
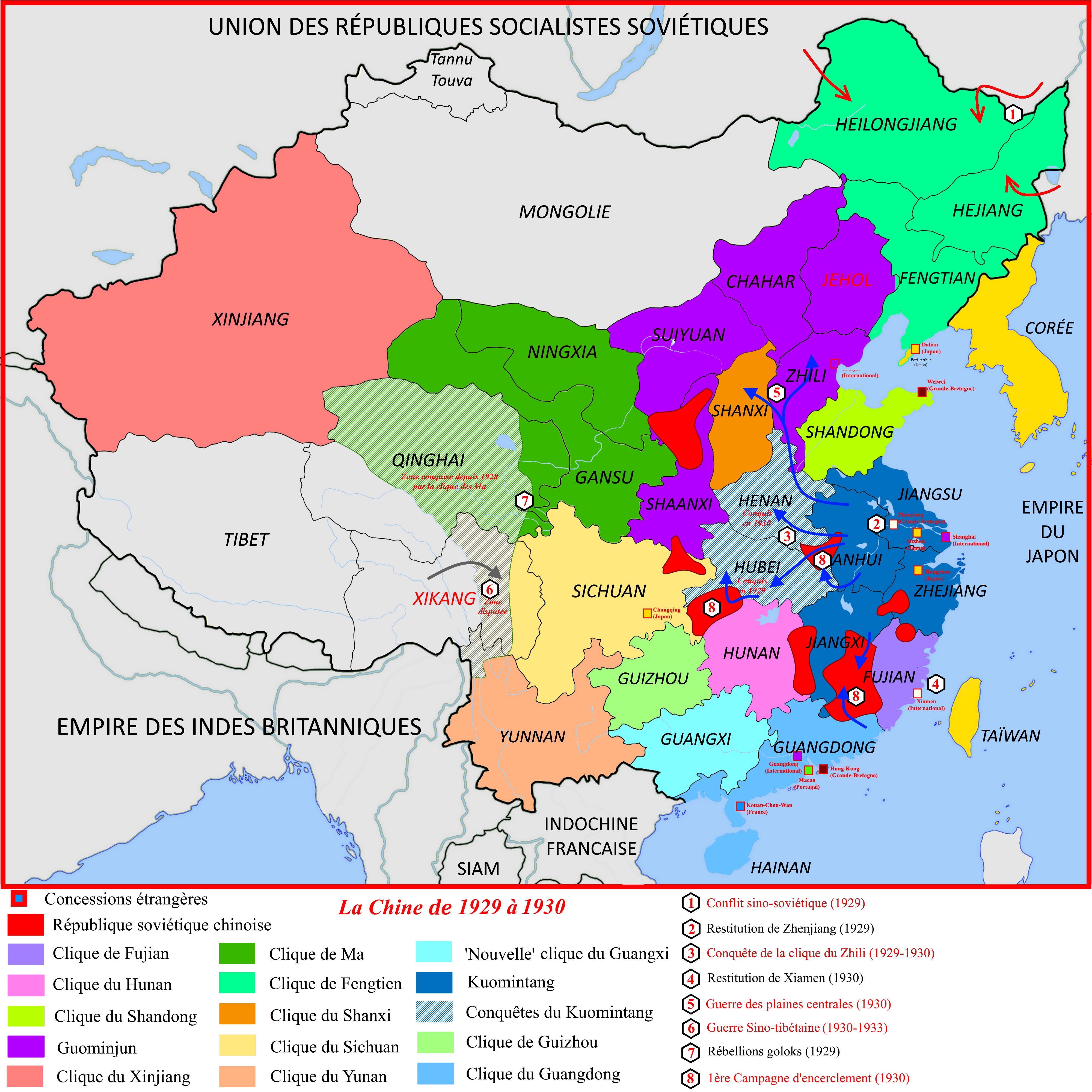
1929

## Beiyang-Clique
Nach den chinesischen Niederlagen von 1885 und 1895 war von dem prowestlichen Kanzler Li Hongzhang in Nordchina neben dem regulären Heer und einem Söldnerheer eine dritte Armee, die sogenannten Lehrtruppen, aufgestellt worden (zeitgleich auch die Beiyang-Flotte, 1895 verloren). Sie waren als einzige mit modernen Waffen ausgerüstet und von westlichen Offizieren ausgebildet. Mit ihrer Hilfe schlug die Regierung den Boxeraufstand nieder, was den Aufstieg des damaligen Befehlshabers Yuan Shikai förderte (Armeechef bis 1909). Beim Aufstand von 1911 erneut zum Armeechef und Premier berufen, hielt er den Norden (zumindest die Provinzen Fengtian, Zhili, Jehol, Henan und Gansu) so lange gegen die republikanischen Aufständischen des Südens, bis sowohl Kaiser Puyi im Norden als auch Interimspräsident Sun Yat-sen (Guomindang) im Süden zu seinen Gunsten zurücktraten.
Yuan Shikai wurde Präsident der Republik China. Statt von der neuen Hauptstadt Nanking im Süden regierte er weiterhin von Peking aus. Seine Macht basierte auf der Beiyang-Armee, bröckelte aber, als er 1915–16 eine Restauration der Monarchie unter einem eigenen Kaisertum versuchte, dem sich seine Beiyang-Generäle versagten (alle außer Zhang Xun). Die Südprovinzen Guangdong (Guomindang in Kanton) und Guangxi (später mit den Guomindang verbündet) fielen ab.
Yuans Nachfolger als Präsident wurde der aus Peking beziehungsweise der die ehemalige Hauptstadt umgebenden Provinz Zhili stammende, aber die Provinz Hubei kontrollierende General Li Yuanhong. Er wurde 1917 vom aus der Provinz Jiangsu stammenden monarchistischen General Zhang Xun kurzzeitig verdrängt. Neuer Präsident wurde 1917–18 der Zhili-General Feng Guozhang, Premierminister der aus der Provinz Anhui stammende Marschall Duan Qirui.

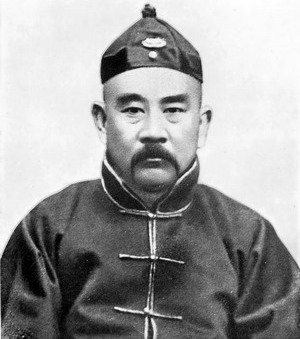
Zhang Xun
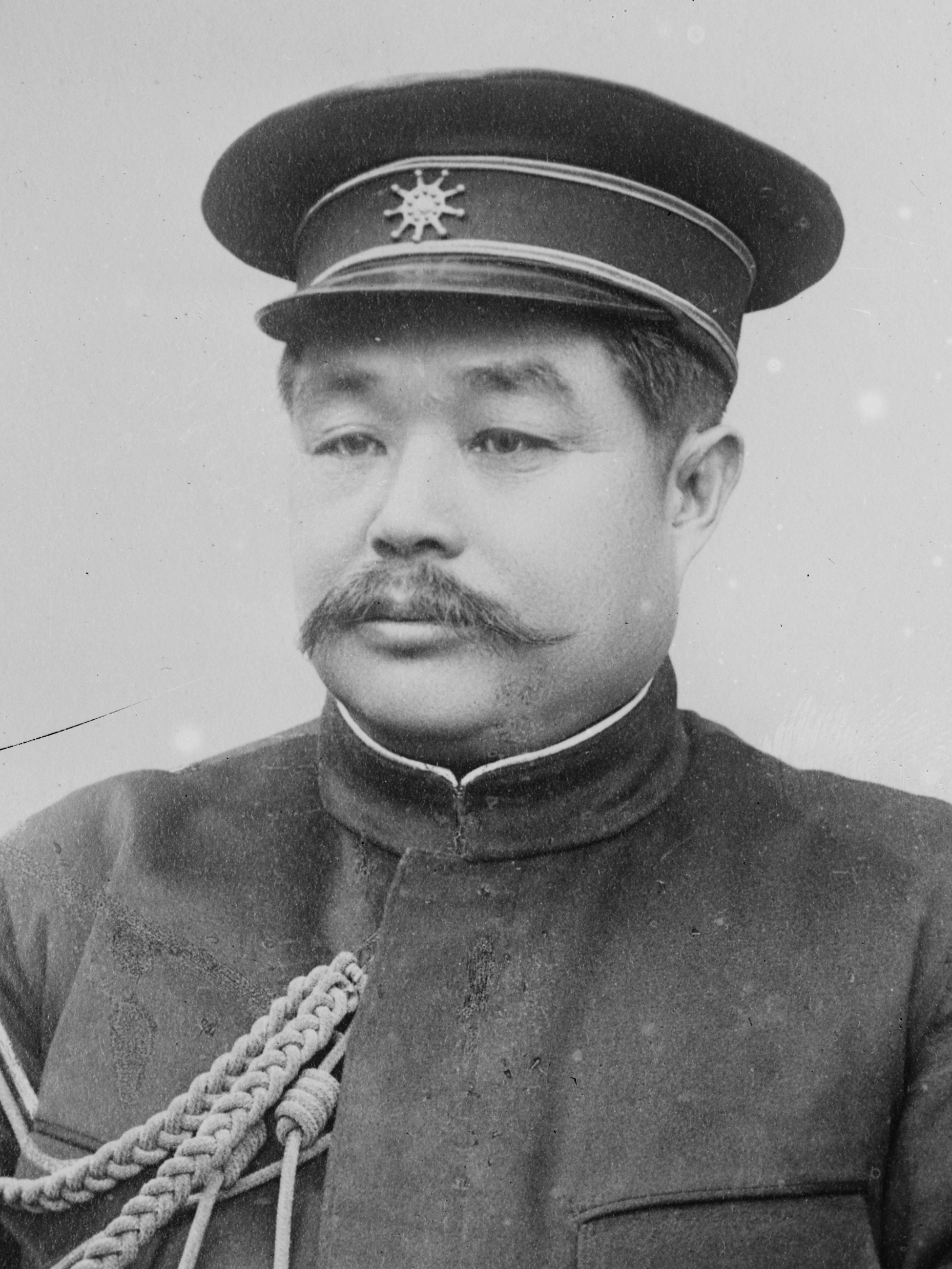
Li Yuanhong
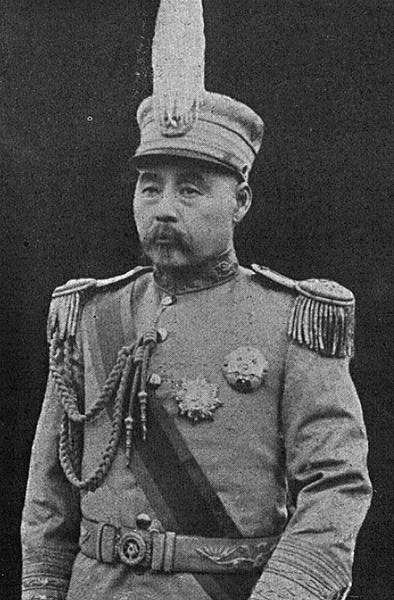
Feng Guozhang

## Zhili-Clique
Nachfolger als Führer der Zhili-Fraktion und Provinzgouverneur war nach Feng Guozhangs Tod 1919 Cao Kun geworden, der mit Hilfe der Fengtian-Clique im Zhili-Anhui-Krieg Premier Duan 1920 zum Rücktritt zwang. Nach dem Bruch mit der Fengtian-Clique im Jahr 1922 und einer zweiten Regentschaft Li Yuanhongs bis 1923 wurde er selbst bis 1924 Präsident in Peking. Außenpolitisch erhielt Cao Kun Unterstützung, Geld und Waffen von Großbritannien und Frankreich. Wichtigste Zhili-Generäle wurden fortan Wu Peifu in Südchina (Provinz Hubei) und Sun Chuanfang in Ostchina (von Jiangxi bis Nanjing), die beide nach 1924 eigene Wege gingen und 1926 von den Truppen der aus Südchina vorrückenden Guomindang geschlagen wurden.

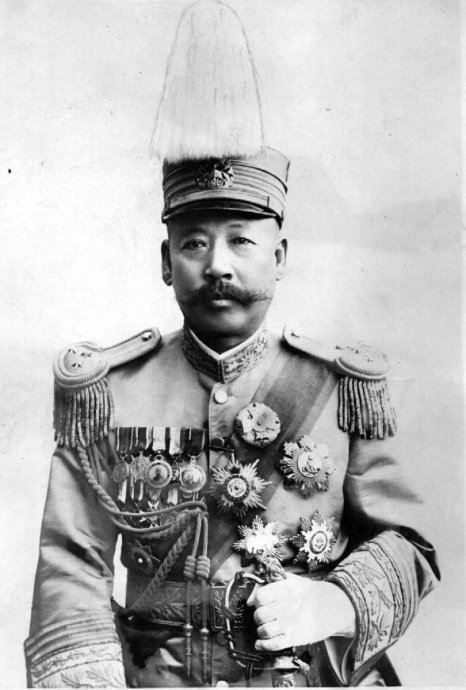
Cao Kun
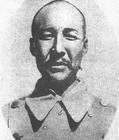
Sun Chuanfang
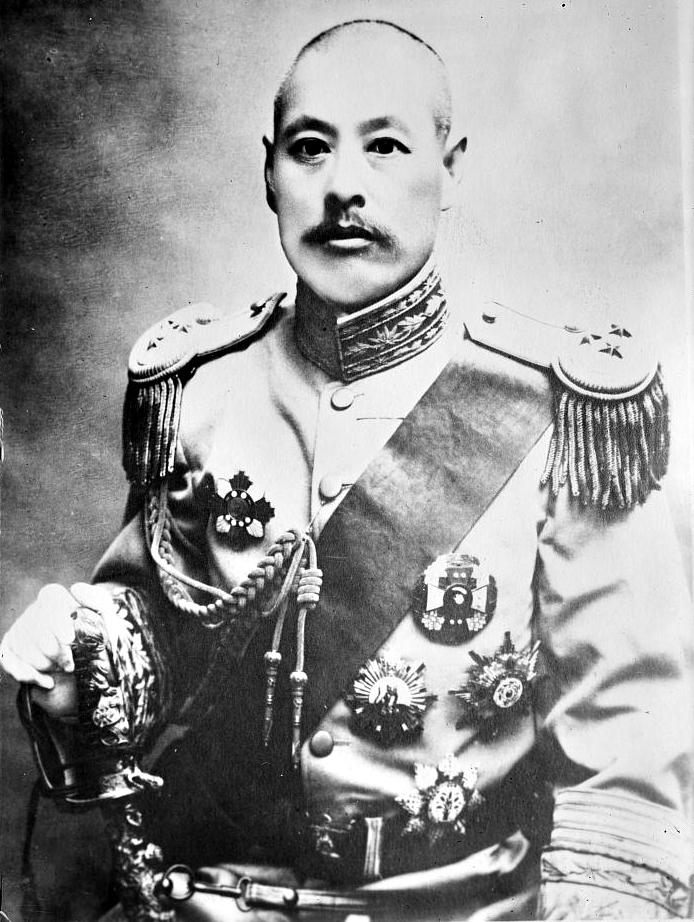
Wu Peifu

## Anhui-Clique
Die seit 1916 mit Hilfe Japans dominierende, 1920 aber geschlagene Anhui-Clique hatte sich schon 1921 mit der Guomindang und der Fengtian-Clique aus der Mandschurei verbündet, war aber 1922 erneut geschlagen worden. 1924 schloss Ex-Premier Duan Qirui stattdessen einen Bund mit dem abtrünnigen Zhili-General Feng Yuxiang gegen Wu Peifu und wurde so 1924–26 selbst Präsident, vertrieb aber mit Hilfe der Fengtian-Clique schon 1925 Feng wieder aus Peking. Faktisch jedoch war er von seinen Fengtian-Verbündeten abhängig, bis diese wieder die Seiten wechselten. Nach seiner endgültigen Niederlage gegen die 1926 verbündeten Zhili- und Fengtian-Cliquen zog sich Duan zurück. Die Anhui-Militaristen verloren mit Anhuis Nachbarprovinz Zhejiang ihre letzte Provinz an Sun Chuanfang und spielten fortan keine Rolle mehr.

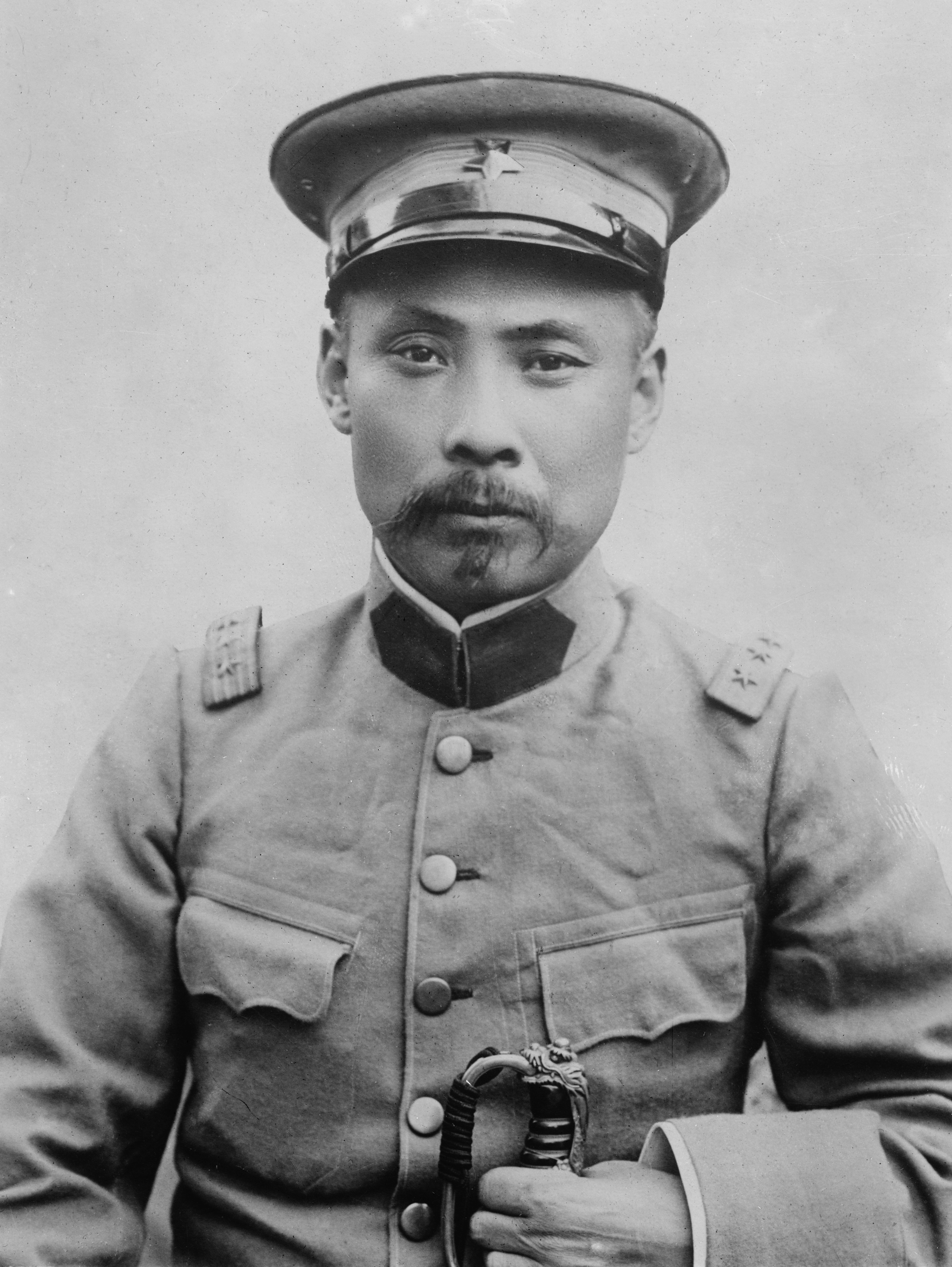
Duan Qirui
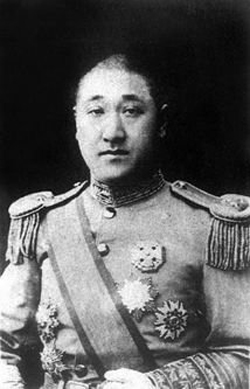
Xu Shuzheng
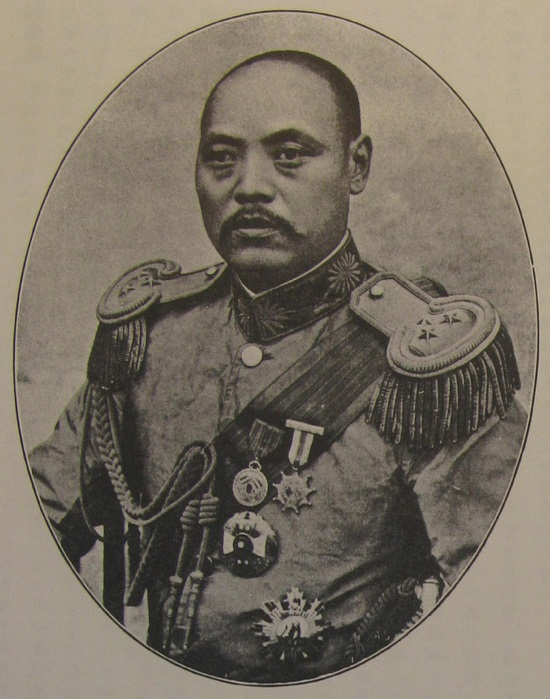
Jin Yunpeng

## Fengtian-Clique
Die Militaristen in der mandschurischen Provinz Fengtian (heute Liaoning) wurden nach der mandschurischen Hauptstadt Mukden (heute Shenyang) auch Mukden-Clique genannt. Stets beherrschten sie aber auch die Nachbarprovinzen Heilongjiang und Jilin (einschließlich des heutigen Nordostens der Inneren Mongolei).
Im ersten Zhili-Fengtian-Krieg hatte Wu Peifu zwar 1922 diese Armeeteile und Regionalmilizen des Marschalls Zhang Zuolin († 1928) besiegt, der wiederum mit General Zhang Xun († 1923) verschwägert gewesen war. In einem zweiten Zhili-Fengtian-Krieg erlitt Wu Peifu 1924 jedoch eine Niederlage, weil zwei andere Zhili-Generäle (Zhang Zongchang und Feng Yuxiang) zu Zhang Zuolin überliefen.
Während des Krieges gegen die Anhui-Clique und die Guominjun 1926 aber kam es innerhalb der Fengtian-Clique zu Kämpfen. Zhang Zuolin konnte sich nur mit japanischer Hilfe behaupten und schloss ein Bündnis mit den restlichen Zhili-Militaristen, was ihm 1927 schließlich die Präsidentschaft in Peking einbrachte.

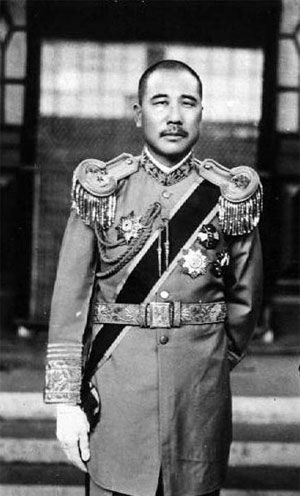
Zhang Zongchang
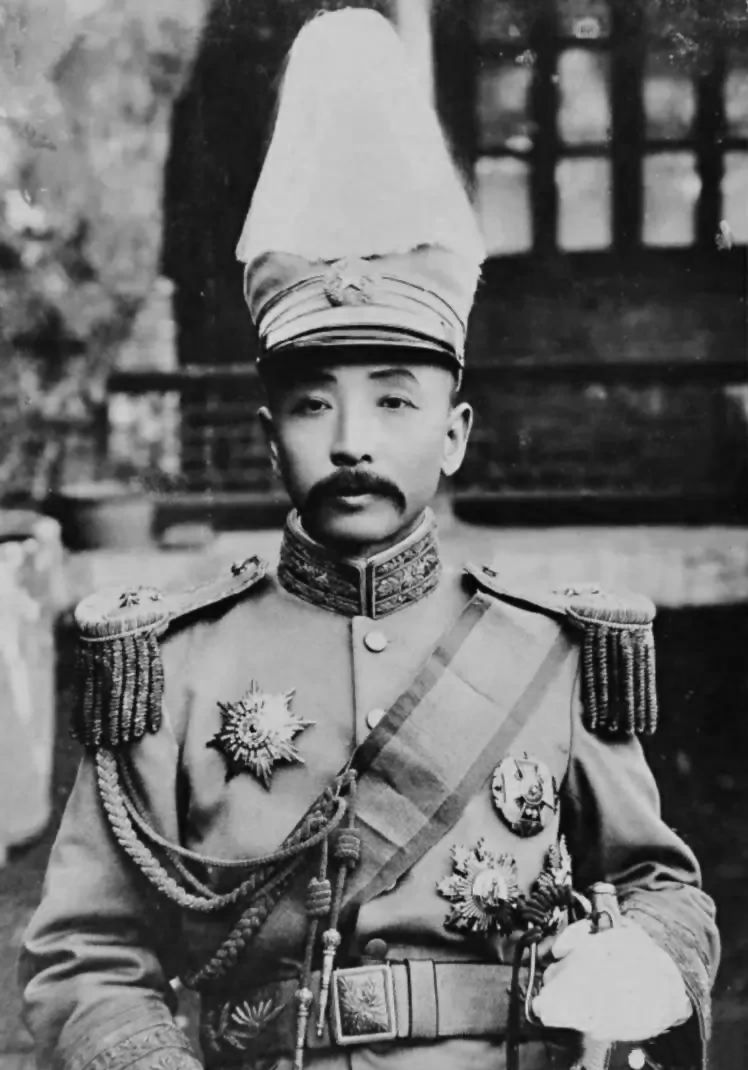
Zhang Zuolin
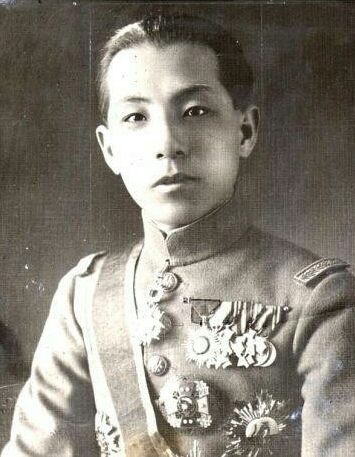
Zhang Xueliang

- Maximalausdehnung bis 1920 sowie zwischen 1924/26 und 1927/28 über die Provinzen Fengtian, Heilongjiang, Jilin, Jehol, Chahar, Suiyuan, Zhili und Shandong

## Guominjun

Territorien der Fraktionen im Jahr 1925: Gegner der Zhili-Clique (im Norden), Zhili-Clique und Verbündete (Mitte), Guomindang und Verbündete (Süden)

Eigentlich hatten Wu Peifu, Sun Chuanfang und Zhang Zuolin 1926 das Bündnis primär gegen die Guominjun-Nationalarmee (國民軍 / 国民军,  Guómínjūn,  Kuominchün) des Zhili-abtrünnigen Marschalls Feng Yuxiang geschlossen. Zu Feng wiederum war der Fengtian-General Guo Songling übergelaufen. Feng, der 1914 das Christentum angenommen haben soll und angeblich einen Christlichen Sozialismus anstrebte, hatte sich 1925 zunächst in die Provinz Gansu zurückgezogen, wurde aber immer mächtiger und vereinte bald 45.000 Mann, die bis 1926 von Sowjets ausgebildet wurden. Die beiden Bündnispartner Zhang Zuolins wurden geschlagen, und Zhang Zuolin, der neue starke Mann in Nordchina, wurde 1928 kurz vor seiner geplanten Kaiserkrönung bei einem Attentat getötet, für das sowohl die Guomindang als auch die Japaner verantwortlich gemacht werden. Feng Yuxiang schloss ein Bündnis mit den Guomindang-Nationalisten des Sun-Yat-sen-Nachfolgers Chiang Kai-shek und (Zhang Zuolins Sohn) Marschall Zhang Xueliang sowie General Yan Xishan aus der Provinz Shanxi. Gemeinsam vertrieben sie den zu den Japanern übergelaufenen Fengtian-General Zhang Zongchang aus Shandong. Nach einem vergeblichen Putsch Fengs (mit Yan Xishan und Chiang Kai-sheks Vize Wang Jingwei) gegen Chiang 1930 erkannten alle drei Verbündeten die Führung des neuen Generalissimus an, der sich fortan auf die Vernichtung der Kommunisten konzentrierte.

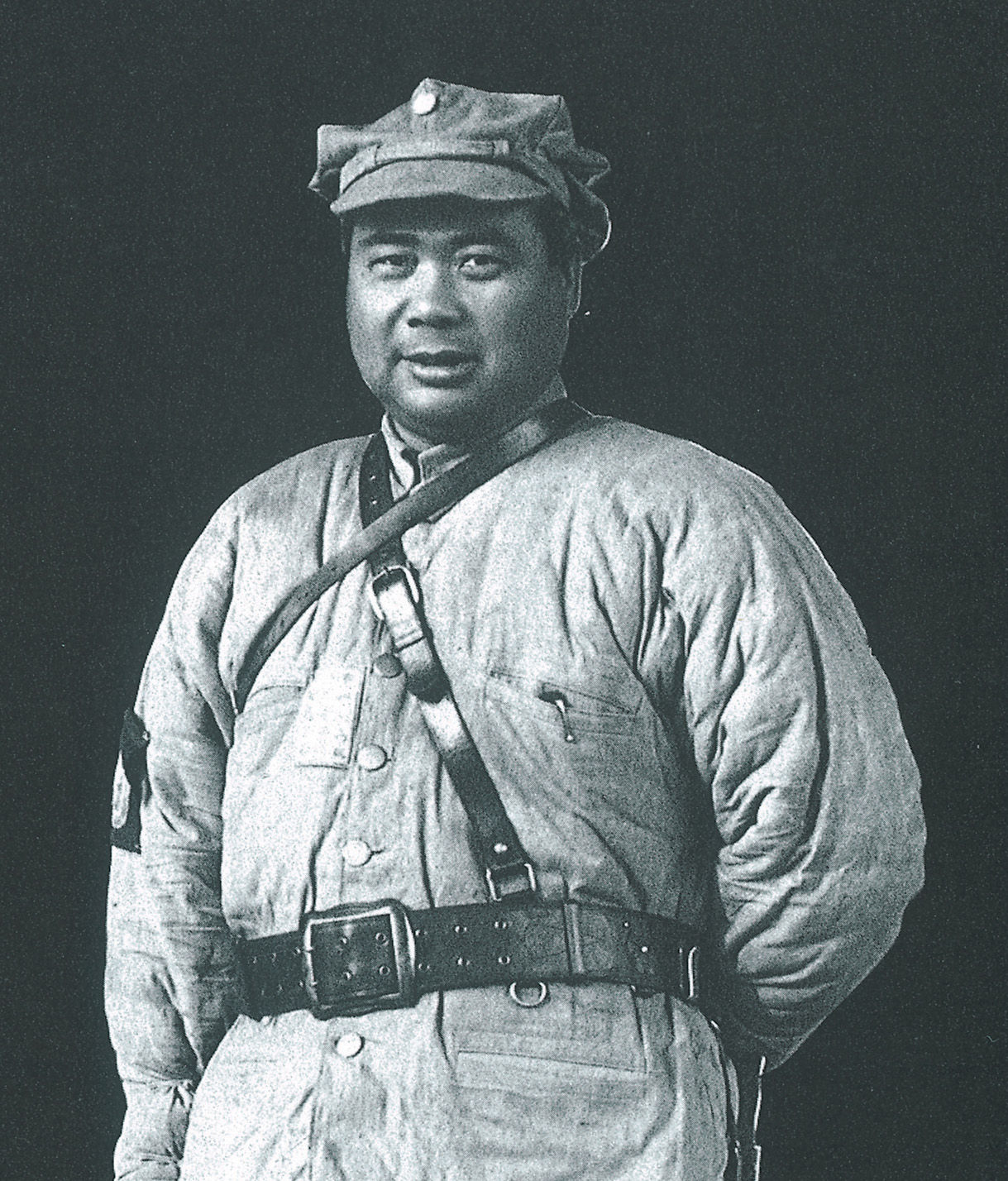
Feng Yuxiang
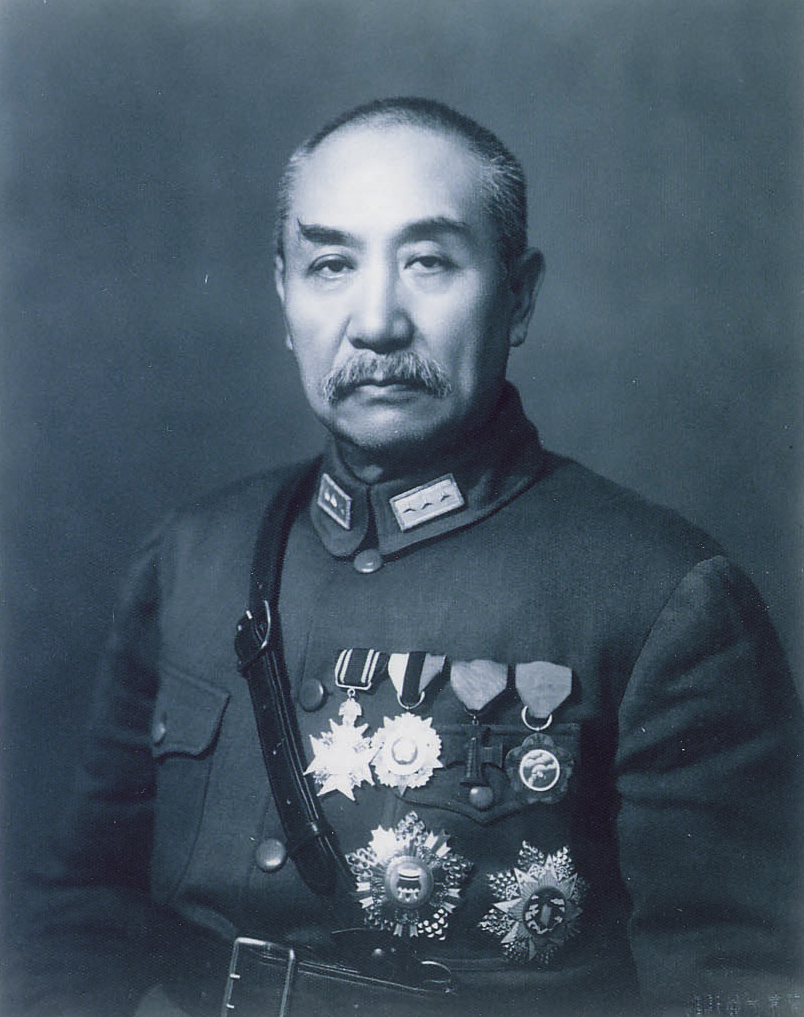
Yan Xishan
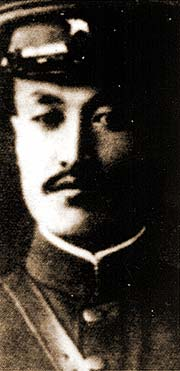
Guo Songling

- Maximalausdehnung zwischen 1924/26 und 1928/30 über die Provinzen Gansu, Shaanxi, Chahar, Suiyuan (Innere Mongolei), Henan und Ningxia

Die Macht lag seitdem in den Händen der südlichen Whampoa-Clique, jenes seit 1924 in der Militärakademie Whampoa (Huangpu, bei Kanton) ausgebildeten neuen Offizierskorps der nationalistischen Kuomintang-Armee. Doch schon 1931 besetzte die japanische Armee nach dem Mukden-Zwischenfall und der Mandschurischen Krise Nordostchina (Marschall Zhang Xueliang leistete auf Chiang Kai-sheks Anweisung keinen Widerstand) und errichten dort 1932 den Marionettenstaat Mandschukuo unter Puyi (1935 einen weiteren Staat namens Mengjiang in der Inneren Mongolei). Viele ehemalige Offiziere Zhang Zuolins liefen zu den Japanern und Mandschuren über, nur einige wenige Generale seines Sohnes und Nachfolgers kämpften kurzzeitig als Armeepartisanen gegen die Japaner (Ma Zhanshan, Ding Chao, Wang Delin, Li Hai-Ching). Zusammen mit den Resten der Letzteren und den Kommunisten formte Feng Yuxiang 1933 in der Inneren Mongolei die „Alliierte Antijapanische Armee“, konnte sich ab 1935 jedoch innerhalb derselben nicht mehr gegen die Kommunisten durchsetzen. Als die Japaner 1935 auch in Peking und der Provinz Shandong einen Separatstaat (Ost-Hebei) errichten wollten, zwangen Zhang Xueliang und Yan Xishan 1936 stattdessen Chiang Kai-shek zu einem Bündnis mit den Kommunisten der Sowjetrepublik von Yan’an (Provinz Shaanxi), siehe Zwischenfall von Xi’an. Bald aber schon kam es Japanisch-Chinesischen Krieg und zum Chinesischen Bürgerkrieg zwischen Kuomintang und Kommunisten.